# Caesioscorpis
Caesioscorpis is een monotypisch geslacht van straalvinnige vissen uit de familie van zaag- of zeebaarzen (Serranidae).

## Soort
- Caesioscorpis theagenes Whitley, 1945